# 富田直亮

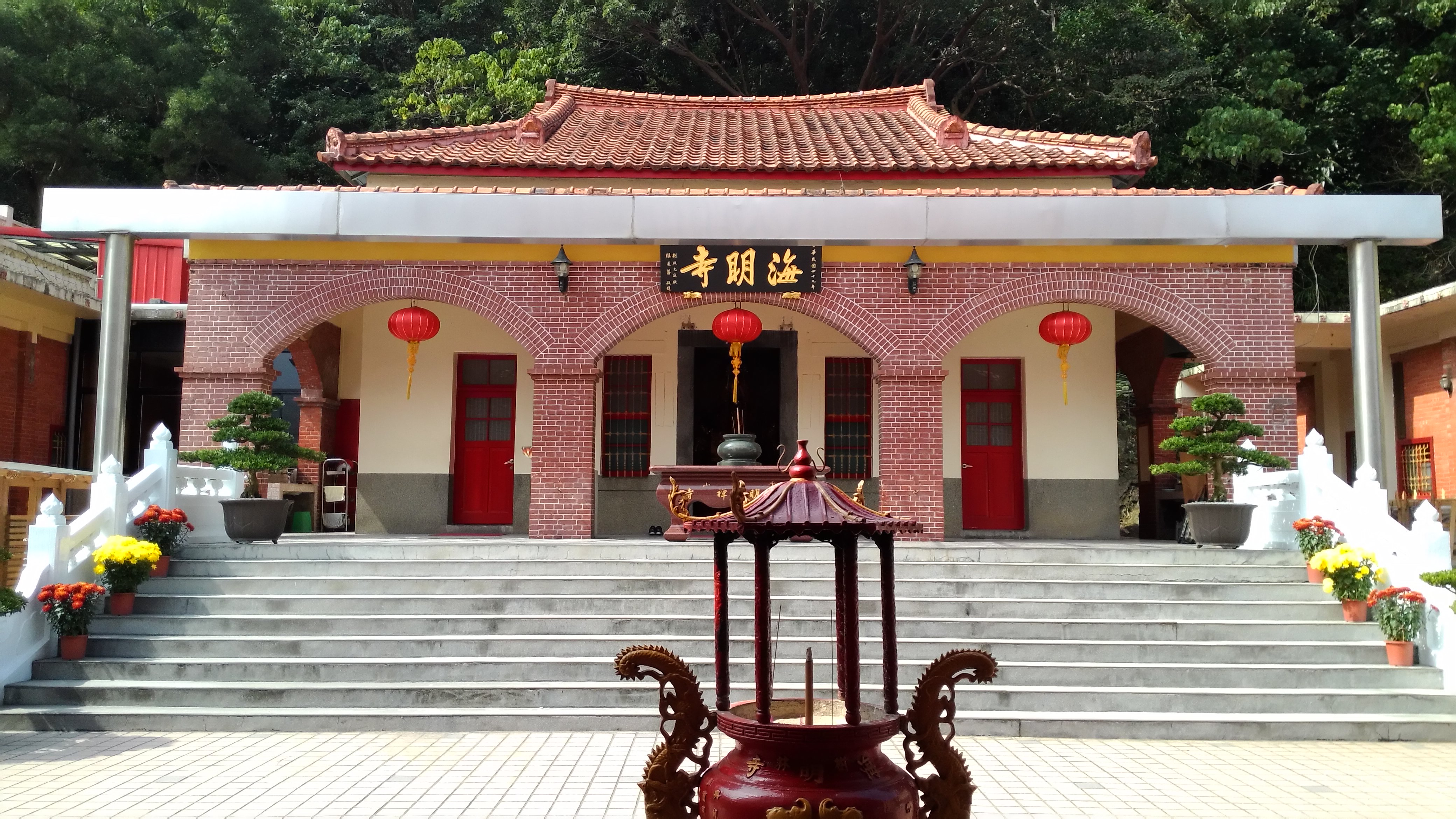
台湾新北市樹林区海明禅寺(海明寺)

富田 直亮（とみた なおすけ、英語: Tomita Naosuke、1899年（明治32年）7月27日 - 1979年（昭和54年）4月26日）は、日本の陸軍軍人。最終階級は陸軍少将(日本)、陸軍上将(中華民国)。
熊本県出身。陸士32期。陸大39期。日中戦争後、台湾で中華民国国軍の軍事顧問団（白団）の団長を務めた。晩年の秘書は阿尾博政。
遺骨は分骨され、日本と台湾新北市の樹林にある海明禅寺に安置されている。

## 年譜
- 1899年(明治32年) 7月27日 出生
- 1920年(大正9年) 5月26日 陸軍士官学校卒業
- 1920年(大正9年) 12月26日 陸軍歩兵少尉
- 1923年(大正12年) 12月 陸軍歩兵中尉
- 1924年(大正13年) 12月26日 陸軍大学校入校
- 1927年(昭和2年) 12月6日 陸軍大学校卒業
- 1930年(昭和5年) 3月 陸軍歩兵大尉
- 1930年(昭和5年) 4月 東京外国語学校入校
- 1931年(昭和6年) 4月 アメリカ留学
- 1931年(昭和6年) 12月 参謀本部部員
- 1933年(昭和8年) 12月 朝鮮軍参謀
- 1935年(昭和10年) 8月 陸軍歩兵少佐
- 1938年(昭和13年) 7月15日 陸軍省軍務課国内班長（中佐）[要出典]
- 1939年(昭和14年) 8月1日 第1軍高級参謀（大佐）[要出典]
- 1940年(昭和15年) 8月1日 陸軍歩兵大佐
- 1940年(昭和15年) 10月10日 陸軍大学校兵学教官
- 1944年(昭和19年) 8月1日 陸軍少将
- 1944年(昭和19年) 12月18日 第23軍参謀副長、補香港占領地総督部参謀副長
- 1945年(昭和20年) 4月15日 補第23軍参謀長、香港占領地総督部参謀長
- 1946年(昭和21年) 5月 復員
- 1947年（昭和22年）11月28日、公職追放仮指定を受けた[3]。
- 1950年(昭和25年) 2月 台湾政府軍事顧問団（白団）団長
- 1972年(昭和47年) 中華民国陸軍上将に特進[1]。
- 1979年(昭和54年) 4月26日 休暇で日本帰国中に東京にて満79歳で死去